# Сухов, Фёдор Владимирович
Фёдор Владимирович Сухов (род. 12 апреля 1960, Красноярск-26) — советский и российский актёр театра, кино и телевидения.

## Биография
В 1980 году создал с товарищами любительский «Театр на набережной», задуманный как творческое содружество детей и взрослых, в котором является художественным руководителем, режиссёром, педагогом и автором пьес.
В 1980 году дебютировал в кино, сыграв главную роль в фильме Э. Уразбаева «Смотри в оба!»; затем последовали и другие роли.
В 1982 году был приглашён С. А. Герасимовым на его курс во ВГИК вольным слушателем в знак признания удачной роли Алексея Пешкова в учебной работе студентов курса М. М. Хуциева «Мои университеты» (1981). Во ВГИКЕ учился параллельно с МЭИ вплоть до кончины мастера, у которого также сыграл молодого Горького в его последнем фильме «Лев Толстой» (1984).
В 1984 году окончил факультет автоматики и вычислительной техники Московского энергетического института (МЭИ) и до 1988 года работал программистом в НИИ.
В 1993 году окончил ВТУ им. Б. В. Щукина (заочный режиссёрский факультет) и был принят в Гильдию актёров кино России и Союз кинематографистов России.
С 1994 года занимался театрально-педагогической работой.
В 2012 вернулся к активной работе в кино. Снялся в более 20 фильмах.

## Критика
Критик Елена Плахова в своей рецензии на фильм «Расставания» на страницах журнала «Советский экран» отметила, помимо других актёров, роль Веньки Черепанова в исполнении Фёдора Сухова как «не представленную в картине достаточно ярко и весомо», поскольку, по её мнению, в портрете персонажа недостаёт психологической точности.

## Семья
- Мать  — Марина Павловна Кузьмина, её сестра Нина Павловна Михальская[2]
- Брат — Аркадий (род. 1958)
- Жена — Евгения Бордзиловская (р. 6.12.1961), актриса театра и кино, режиссёр.

## Избранная фильмография
- 2015 — «Орден» — маршал Кирилл Мерецков
- 2015 — «Это наши дети!» — Дмитрий, издатель
- 2014—2015 — «Корабль» — Полозков, капитан
- 2013 — «Первая любовь» — Иван
- 2004 — «Всадник по имени смерть» — Максимилиан Волошин
- 2004 — «День полнолуния» — Валера
- 2001 — «ДМБ: Снова в бой» — Гальперин
- 2001 — «Лавина» — священник
- 1996 — «Любить по-русски 2» — отец Василий
- 1995 — «Дом» — Виктор Лопахин
- 1994 — «Зона Любэ» — «Сед»
- 1994 — Корабль — Полозков, капитан Корабля в годы 2-й мировой войны
- 1992 — «Время собирать камни» — князь
- 1991 — «Американский шпион» — Николай Королев
- 1991 — «Иван Федоров» — Иван Фёдоров
- 1989 — «Князь Удача Андреевич» — князь Удача Андреевич
- 1989 — «Фанат» — Гриша
- 1988 — «Государственная граница. Соленый ветер» — Павел Белов
- 1987 — «Шантажист» — милиционер
- 1985 — «Знай наших!» — Максим Горький
- 1984 — «Лев Толстой» — Максим Горький
- 1984 — «Расставание» — Вениамин Черепанов
- 1983 — «Комбаты» — механик-водитель, сержант Михаил Федотов
- 1983 — «Прости меня, Алеша!» — Анатолий
- 1983 — «Тепло родного дома» — Митя
- 1983 — «Экипаж машины боевой» — немецкий танкист
- 1982 — «Взять живым» — Василий Ромашкин, главная роль
- 1981 — «Оленья охота» — Михаил
- 1981 — «Смотри в оба!» — Алексей Команов, красноармеец